# Gökhan Akkan
Gökhan Akkan (Yozgat, 1º gennaio 1995) è un calciatore turco, portiere del Gençlerbirliği.

## Carriera

### Club
Ha giocato nella prima divisione turca.

### Nazionale
Ha esordito con la nazionale under-21 turca il 6 settembre 2016, in occasione della partita di qualificazione all'Europeo 2017 vinta per 1-0 contro la Bielorussia.
Nel 2021 ha giocato una partita nella nazionale maggiore.

## Statistiche

### Presenze e reti nei club
Statistiche aggiornate al 28 dicembre 2017.
| Stagione               | Squadra                | Campionato             | Campionato | Campionato | Coppe nazionali | Coppe nazionali | Coppe nazionali | Coppe continentali | Coppe continentali | Coppe continentali | Altre coppe | Altre coppe | Altre coppe | Totale | Totale |
| Stagione               | Squadra                | Comp                   | Pres       | Reti       | Comp            | Pres            | Reti            | Comp               | Pres               | Reti               | Comp        | Pres        | Reti        | Pres   | Reti   |
| ---------------------- | ---------------------- | ---------------------- | ---------- | ---------- | --------------- | --------------- | --------------- | ------------------ | ------------------ | ------------------ | ----------- | ----------- | ----------- | ------ | ------ |
| 2012-2013              | Ankaragücü             | 1. Lig                 | 13         | -25        | TK              | 2               | -1              | -                  | -                  | -                  | -           | -           | -           | 15     | -26    |
| 2013-2014              | Ankaragücü             | 2. Lig                 | 18         | -19        | TK              | 0               | 0               | -                  | -                  | -                  | -           | -           | -           | 18     | -19    |
| 2014-2015              | Ankaragücü             | 2. Lig                 | 32         | -33        | TK              | 5               | -7              | -                  | -                  | -                  | -           | -           | -           | 37     | -40    |
| Totale Ankaragücü      | Totale Ankaragücü      | Totale Ankaragücü      | 63         | -77        |                 | 7               | -8              |                    | -                  | -                  |             | -           | -           | 70     | -85    |
| 2015-2016              | Çaykur Rizespor        | SL                     | 1          | -1         | TK              | 9               | -7              | -                  | -                  | -                  | -           | -           | -           | 10     | -8     |
| 2016-2017              | Çaykur Rizespor        | SL                     | 15         | -21        | TK              | 9               | -9              | -                  | -                  | -                  | -           | -           | -           | 24     | -30    |
| 2017-2018              | Çaykur Rizespor        | 1. Lig                 | 17         | -23        | TK              | 1               | -1              | -                  | -                  | -                  | -           | -           | -           | 18     | -24    |
| Totale Çaykur Rizespor | Totale Çaykur Rizespor | Totale Çaykur Rizespor | 33         | -45        |                 | 19              | -17             |                    | -                  | -                  |             | -           | -           | 52     | -62    |
| Totale carriera        | Totale carriera        | Totale carriera        | 96         | -122       |                 | 26              | -25             |                    | -                  | -                  |             | -           | -           | 122    | -147   |

### Cronologia presenze e reti in nazionale
| Cronologia completa delle presenze e delle reti in nazionale ― Turchia | Cronologia completa delle presenze e delle reti in nazionale ― Turchia | Cronologia completa delle presenze e delle reti in nazionale ― Turchia | Cronologia completa delle presenze e delle reti in nazionale ― Turchia | Cronologia completa delle presenze e delle reti in nazionale ― Turchia | Cronologia completa delle presenze e delle reti in nazionale ― Turchia | Cronologia completa delle presenze e delle reti in nazionale ― Turchia | Cronologia completa delle presenze e delle reti in nazionale ― Turchia |
| Data                                                                   | Città                                                                  | In casa                                                                | Risultato                                                              | Ospiti                                                                 | Competizione                                                           | Reti                                                                   | Note                                                                   |
| ---------------------------------------------------------------------- | ---------------------------------------------------------------------- | ---------------------------------------------------------------------- | ---------------------------------------------------------------------- | ---------------------------------------------------------------------- | ---------------------------------------------------------------------- | ---------------------------------------------------------------------- | ---------------------------------------------------------------------- |
| 27-5-2021                                                              | Alanya                                                                 | Turchia                                                                | 2 – 1                                                                  | Azerbaigian                                                            | Amichevole                                                             | -                                                                      | 63’                                                                    |
| Totale                                                                 |                                                                        | Presenze                                                               | 1                                                                      |                                                                        | Reti                                                                   | 0                                                                      |                                                                        |

| Cronologia completa delle presenze e delle reti in nazionale ― Turchia under 21 | Cronologia completa delle presenze e delle reti in nazionale ― Turchia under 21 | Cronologia completa delle presenze e delle reti in nazionale ― Turchia under 21 | Cronologia completa delle presenze e delle reti in nazionale ― Turchia under 21 | Cronologia completa delle presenze e delle reti in nazionale ― Turchia under 21 | Cronologia completa delle presenze e delle reti in nazionale ― Turchia under 21 | Cronologia completa delle presenze e delle reti in nazionale ― Turchia under 21 | Cronologia completa delle presenze e delle reti in nazionale ― Turchia under 21 |
| Data                                                                            | Città                                                                           | In casa                                                                         | Risultato                                                                       | Ospiti                                                                          | Competizione                                                                    | Reti                                                                            | Note                                                                            |
| ------------------------------------------------------------------------------- | ------------------------------------------------------------------------------- | ------------------------------------------------------------------------------- | ------------------------------------------------------------------------------- | ------------------------------------------------------------------------------- | ------------------------------------------------------------------------------- | ------------------------------------------------------------------------------- | ------------------------------------------------------------------------------- |
| 6-9-2016                                                                        | Ankara                                                                          | Turchia under 21                                                                | 1 – 0                                                                           | Bielorussia under 21                                                            | Qual. Europeo Under-21 2017                                                     | -                                                                               |                                                                                 |
| 6-10-2016                                                                       | Alkmaar                                                                         | Paesi Bassi under 21                                                            | 0 – 0                                                                           | Turchia under 21                                                                | Qual. Europeo Under-21 2017                                                     | -                                                                               |                                                                                 |
| 11-10-2016                                                                      | Istanbul                                                                        | Turchia under 21                                                                | 1 – 1                                                                           | Slovacchia under 21                                                             | Qual. Europeo Under-21 2017                                                     | -1                                                                              |                                                                                 |
| 10-11-2016                                                                      | Berlino                                                                         | Germania under 21                                                               | 1 – 0                                                                           | Turchia under 21                                                                | Amichevole                                                                      | -1                                                                              |                                                                                 |
| Totale                                                                          |                                                                                 | Presenze                                                                        | 4                                                                               |                                                                                 | Reti                                                                            | -2                                                                              |                                                                                 |